# Rue Marie-Stuart (Paris)
Pour les articles homonymes, voir Rue Marie-Stuart.
La rue Marie-Stuart est une voie du 2e arrondissement de Paris, en France, dans le quartier Bonne-Nouvelle.

## Situation et accès
Longue de 114 mètres, elle commence au 1, rue Dussoubs et se termine au 60, rue Montorgueil.
La station de métro la plus proche est Étienne Marcel (ligne 4).

## Origine du nom

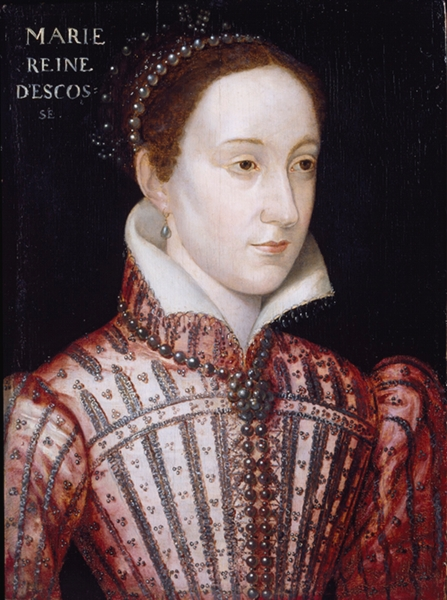
Marie Stuart.

Elle porte le nom de Marie Stuart (1542-1587), souveraine du royaume d’Écosse du 14 décembre 1542 au 24 juillet 1567 et reine de France du 10 juillet 1559 au 5 décembre 1560.

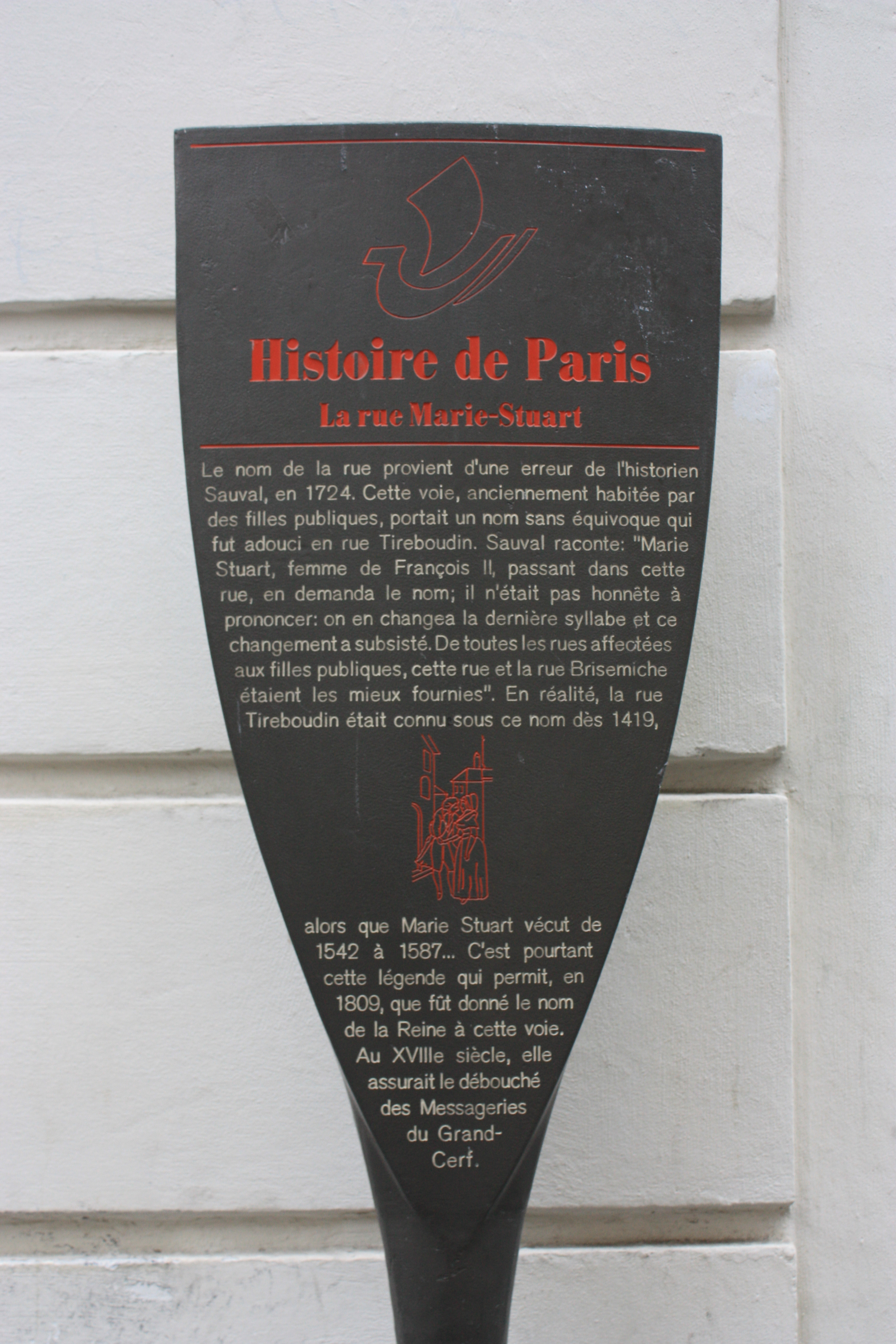
Panneau Histoire de Paris.

## Historique
À la suite du décret de saint Louis en 1256 interdisant la prostitution dans Paris, ces demoiselles doivent s’installer au-delà de l’enceinte de Philippe Auguste (qui correspond à la rue Étienne-Marcel), d’où leur appellation de « filles bordelières », notamment le long de la voie vers Saint-Denis (actuelle rue Saint-Denis).
La rue Marie-Stuart est à l’origine une des rues aux ribaudes (filles publiques, prostituées), sous le nom de « rue Tire-Vit » (vit est synonyme de « pénis », du latin vectis, soit une barre ou un levier) puis de « rue Tire-Boudin », tout comme sa voisine, la rue Dussoubs, s’appelait la « rue Gratte-Cul ».
Dans la seconde moitié du XIVe siècle, l'enceinte de Charles V (correspondant à la rue d'Aboukir et aux Grands Boulevards) intègre le quartier à la Ville ; la rue change peu de temps après de nom (peut-être au début du XVe siècle) pour celui, moins vulgaire, de « rue Tire-Boudin ».
Elle est citée sous le nom de « rue Tirre boudin » dans un manuscrit de 1636 dont le procès-verbal de visite, en date du 22 avril 1636, indique qu'elle est « orde, boueuse, avec plusieurs taz d'immundices ».
Dans l'ouvrage Supplément du théâtre italien, Arlequin donne au vieillard l'étymologie de la rue Tireboudin ainsi :
« C'est où la Princesse leur donna un bon morceau de bon Boudin pour payer sa fête, l'un le tira par un bout, l'autre par l'autre : c’est pourquoi cette rue porte le nom de Tireboudin. »
Selon une anecdote apocryphe racontée par l'historien Henri Sauval, la reine d'Écosse Marie Stuart aurait remarqué cette rue après son mariage en 1558 avec le dauphin (futur François II) : « Marie Stuard femme de François II, passant dans cette rue, en demanda le nom ; il n’étoit pas honnête à prononcer ; on en changea la dernière syllabe, & ce changement a subsisté. De toutes les rues affectées aux femmes publiques, cette rue, & la rue Brisemiche, étoient les mieux fournies. »
Le nom actuel de la rue ne fut donné qu’en 1809 (décision ministérielle du 25 juillet) par le ministre Joseph Fouché, à la suite de la demande des riverains qui proposaient le nom de « rue du Grand-Cerf » ; mais selon Fouché : « Il me semble que le nom de Grand-Cerf, qu’ils proposent de substituer à l’ancien, a quelque chose d’ignoble : cela rappelle plutôt l’enseigne d’une auberge que le nom d'une rue. Je pense qu’il est convenable de lui donner le nom de la princesse à qui la rue Tireboudin doit son premier changement. Le nom de Marie Stuart rappellera une anecdote citée dans tous les itinéraires de Paris. »

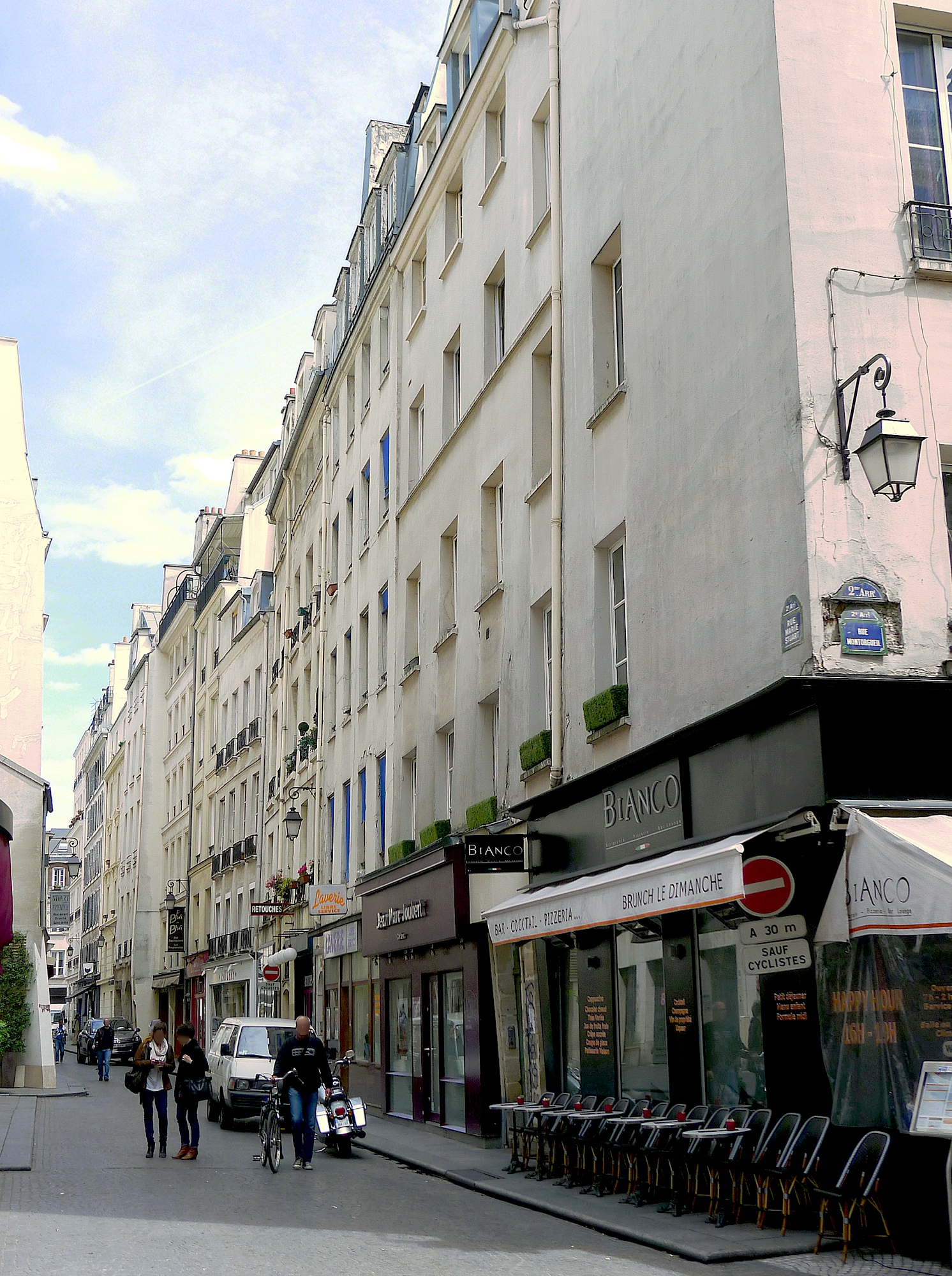
La rue Marie-Stuart vue depuis la rue Montorgueil.

## Bâtiments remarquables, et lieux de mémoire
- Immeuble situé à l'angle de la rue Marie-Stuart et de la rue Montorgueil : emplacement de l'auberge Le Compas d'Or, démolie en 1927, dont l'entrée était située au 64, rue Montorgueil[3],[4].
- No 4 : théâtre Le Mélo d’Amélie. Depuis 1994, il est un « tremplin » pour des artistes encore peu connus. De 1978 à 1993, la salle s’appelait « théâtre Marie Stuart », animée par la compagnie de Robert Cordier

## Pour approfondir